# Sur la trace du serpent
Pour plus de détails, voir Fiche technique et Distribution.
Sur la trace du serpent (인정사정 볼것없다, Injeong sajeong bol geot eobtda) est un film sud-coréen réalisé par Lee Myeong-se, sorti en 1999.

## Synopsis
Les agents Woo et Kim enquêtent sur le mystérieux meurtre des quarante marches. Utilisant des méthodes assez expéditives, ils vont très vite retrouver la trace du coupable, un charismatique trafiquant de drogue, Chang Sungmin, mais celui-ci s'avère très coriace, changeant à maintes reprises d'apparence.

## Fiche technique
- Titre : Sur la trace du serpent
- Titre original : 인정사정 볼것없다 (Injeong sajeong bol geot eobtda)
- Titre anglais : Nowhere to Hide
- Réalisation : Lee Myeong-se
- Scénario : Lee Myeong-se
- Photographie : Jeong Kwang-seok et Song Haeng-ki
- Montage : Ko Im-pyo
- Musique : Cho Sung-woo
- Production : Pchung Tae-won
- Société de distribution : Cinema Service
- Pays d'origine : Corée du Sud
- Langue : Coréen
- Format : Couleurs - 1,85:1 - Dolby - 35 mm
- Genre : Policier, action et thriller
- Durée : 112 minutes
- Date de sortie : 31 juillet 1999 (Corée du Sud), 2 mai 2001 (France)

## Distribution
- Ahn Sung-ki : Chang Sungmin, le fugitif
- Park Jung-hun : Détective Woo
- Jang Dong-gun : Détective Kim
- Choi Ji-woo : Juyon, la petite amie
- Ahn Jae-mo
- Park Sang-myeon
- Lee Won-jong

## Récompenses
- Prix du meilleur film, meilleur second rôle masculin (Jang Dong-gun) et meilleure photographie (Jeong Kwang-seok et Song Haeng-ki), lors des Blue Dragon Film Awards 1999.
- Prix du meilleur acteur (Park Jung-hun) lors des Baeksang Best Film Awards 2000.
- Prix de la meilleure photographie (Jeong Kwang-seok et Song Haeng-ki) lors des Grand Bell Awards 2000.
- Prix du meilleur film, meilleure photographie, meilleur réalisateur et meilleur acteur (Park Jung-hun), lors du Festival du film asiatique de Deauville 2000.